# Круликовський Сергій Миколайович
Сергі́й Микола́йович Крулико́вський (28 листопада 1945, Новоград-Волинський, Житомирська область, Українська РСР, СРСР — 2 жовтня 2015, Одеса, Україна) — український радянський футболіст, захисник. Триразовий чемпіон СРСР у складі «Динамо» Київ (1966, 1967, 1968).

## Кар'єра
Починав кар'єру 1958 року в дитячій команді Новограда-Волинського . 1961 року запрошений до «Полісся», яке виступало в класі «Б». 1963 року перейшов до київського «Динамо», за яке дебютував наступного року. У сезоні 1964 він став володарем Кубка СРСР та був визнаний найкращим дебютантом сезону. 
З 1966 по 1968 рік тричі ставав чемпіоном СРСР. Двічі входив до списку 33 найкращих футболістів сезону під № 3. Всього за київський клуб у чемпіонаті Круликовський зіграв 87 матчів і забив 2 голи. 
З 1966 по 1968 входив до олімпійської збірної СРСР, учасник кваліфікації до Олімпіади-68 У єврокубках провів 9 матчів. З 1971 по 1973 рік він грав за одеський «Чорноморець» у першій лізі. Провів 62 матчів, забивши 1 м'яч. 
Мав великі проблеми з хребтом, через що рано завершив кар'єру, незважаючи на хірургічну допомогу та консультації професора Віталія Левенця. Остання команда Круликовського — «Суднобудівник» (Миколаїв).
Після закінчення виступів Сергій працював дитячим тренером в Одесі. Пізніше був делегатом Федерації футболу України, обслуговував матчі першої ліги України.

## Скандал
За спогадами його одноклубника Віктора Серебрянікова, з двома товаришами-одноклубниками потрапив у скандальну історію (1970р.), внаслідок якої дівчина викинулась з вікна п'ятого поверху. Дівчатам запропонували скупатися у ванній наповненій шампанським ,одна відмовилась і вистрибнула із балкону.

## Досягнення

### Командні
«Динамо»
- Чемпіон СРСР (3): 1966, 1967, 1968.
- Володар Кубка СРСР (2): 1964, 1966.
- Срібло: 1969.
- Переможець турніру дублерів:1965.

### Особисті
- Найкращий дебютант сезону (1): 1964.
- У списку 33 найкращих футболістів сезону в СРСР: № 3 (1968, 1969)